# Feshi
Feshi är ett territorium i Kongo-Kinshasa. Det ligger i provinsen Kwango, i den sydvästra delen av landet, 400 km sydost om huvudstaden Kinshasa. Folkmängden uppskattades 2019 till 579 000. Arean är 19 187 kvadratkilometer.